# Weber City
Weber City è un comune degli Stati Uniti d'America, situato nello Stato della Virginia, nella contea di Scott.